# Brachyhypopomus pinnicaudatus
Brachyhypopomus pinnicaudatus is een vissensoort uit de familie van de Amerikaanse mesalen (Hypopomidae). De wetenschappelijke naam van de soort is voor het eerst geldig gepubliceerd in 1991 door Hopkins.